# Карашаев, Хажумар Талович
Карашаев Хажумар Талович (кабард.-черк. Къэрэшей ТӀал и къуэ Хьэж-Ӏумар) (1875—1927) — советский партийный и государственный деятель Кабардино-Балкарии. Один из организаторов и руководителей борьбы горцев за Советскую власть на Северном Кавказе.

## Биография
Родился в 1875 году в селении Астемирово (ныне Верхний Акбаш) Сунженского округа Терской области Российской империи, в крестьянской семье.
Весной 1918 года Хажумар вступил в большевистскую партию и возглавил революционный комитет родного села.
В годы Гражданской войны, в доме Карашаева несколько месяцев размещался штаб Чрезвычайного комиссара Юга России Серго Орджоникидзе, откуда он руководил военными операциями по подавлению белогвардейского мятежа.
После установления Советской власти, Карашаев был избран первым председателем Мало-Кабардинского облисполкома, одновременно являясь заместителем председателя Кабардино-Балкарского облисполкома.
Являлся одним из организаторов строительства Мало-Кабардинской оросительной системы, Акбашского канала и ГЭС, имевших в последующем большое значение для сельского хозяйства района, где водные ресурсы были распределены крайне неравномерно.
Умер в апреле 1927 года от сахарного диабета в Пятигорске. Похоронен в братской могиле в Нальчике, у одного из входов в Атажукинский сад.

## Семья
Был женат на Люль Карашаевой (в девичестве Хусейнова), в браке с которой родились сын Хажпаго и дочь Куакух. 
Жена Люль Карашаева стояла на заре женского движения в республике. В июле 1922 года она организовала в родном селении Верхний Акбаш первую в Кабарде женскую партийную ячейку, в первоначальный состав которой входило 19 женщин и девушек.
В 1929 году была выдвинута на руководящую работу — заместитель председателя Кабардино-Балкарского облисполкома. В том же году она была избрана делегатом V Всесоюзного съезда Советов.
В ноябре 1942 года, после оккупации родного села немецко-фашистскими войсками, была расстреляна как партийный деятель и в 1962 году была награждена орденом Красного знамени посмертно.
Сын Хажпаго был репрессирован в 1937 году. Дочь Куакух тогда же была арестована с мужем Асланбеком Водаховым и отправлены в ссылку в Караганду. В 1946 году с них были сняты обвинения.

## Память
Именем революционера и политического деятеля, названа улица в центре города Нальчик (с 1927 по 1948 года, имя деятеля носила одна из главных улиц Нальчика — проспект Шогенцукова), а также в городе Терек, в родном селении Верхний Акбаш и в ряде других населённых пунктов республики.